# Marpissa pikei
Marpissa pikei es una especie de araña saltarina del género Marpissa, familia Salticidae. Fue descrita científicamente por George Williams Peckham y su esposa E. G. Peckham en 1888.

## Distribución
Habita en los Estados Unidos, Cuba y México (en el estado de Jalisco y también en el municipio de Tonatico). En Kansas, los adultos se encuentran de mayo a octubre.

## Descripción
Posee una forma muy alargada, lo que le permite esconderse mientras se estira a lo largo de ramas o briznas de hierba. Descansa extendiendo sus dos primeros pares de patas por delante de su cuerpo y los dos pares restantes por detrás. Ambos sexos miden unos 8 mm de largo, excluyendo las patas. Mientras que el macho tiene una amplia franja mediana negra que se extiende por todo el cuerpo y las primeras patas anaranjadas y el caparazón anaranjado, la hembra tiene una coloración más apagada, con el abdomen de color crema pálido, moteado de negro.
Estas arañas son muy difíciles de encontrar cuando no se mueven. Una vez que se mueven, lo hacen extremadamente rápido y de manera brusca. El primer par de piernas no se usa para caminar, sino que se extiende al frente. Cuando los machos ven a una hembra, se acercan con las patas delanteras extendidas y saludando antes del apareamiento.

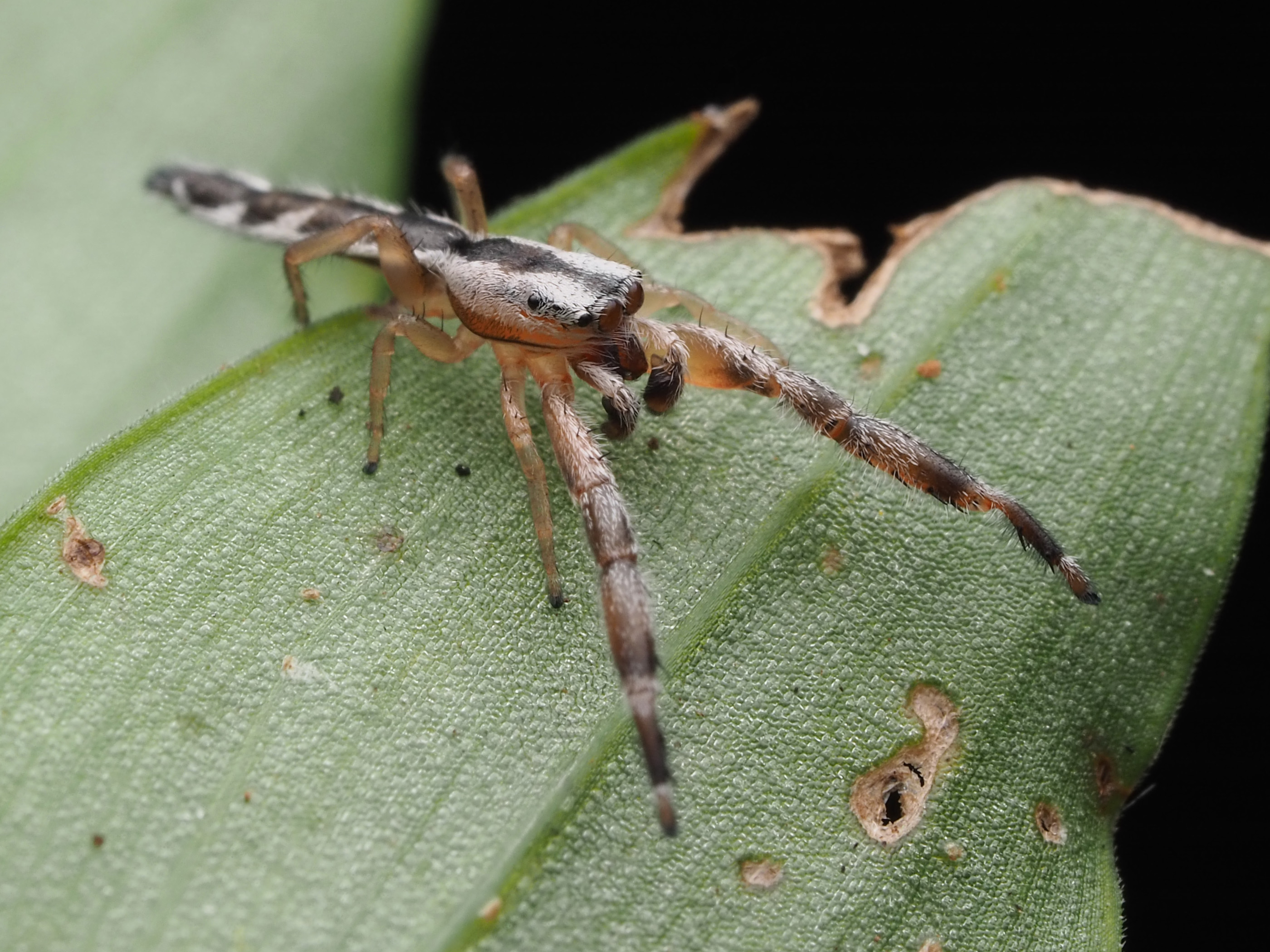
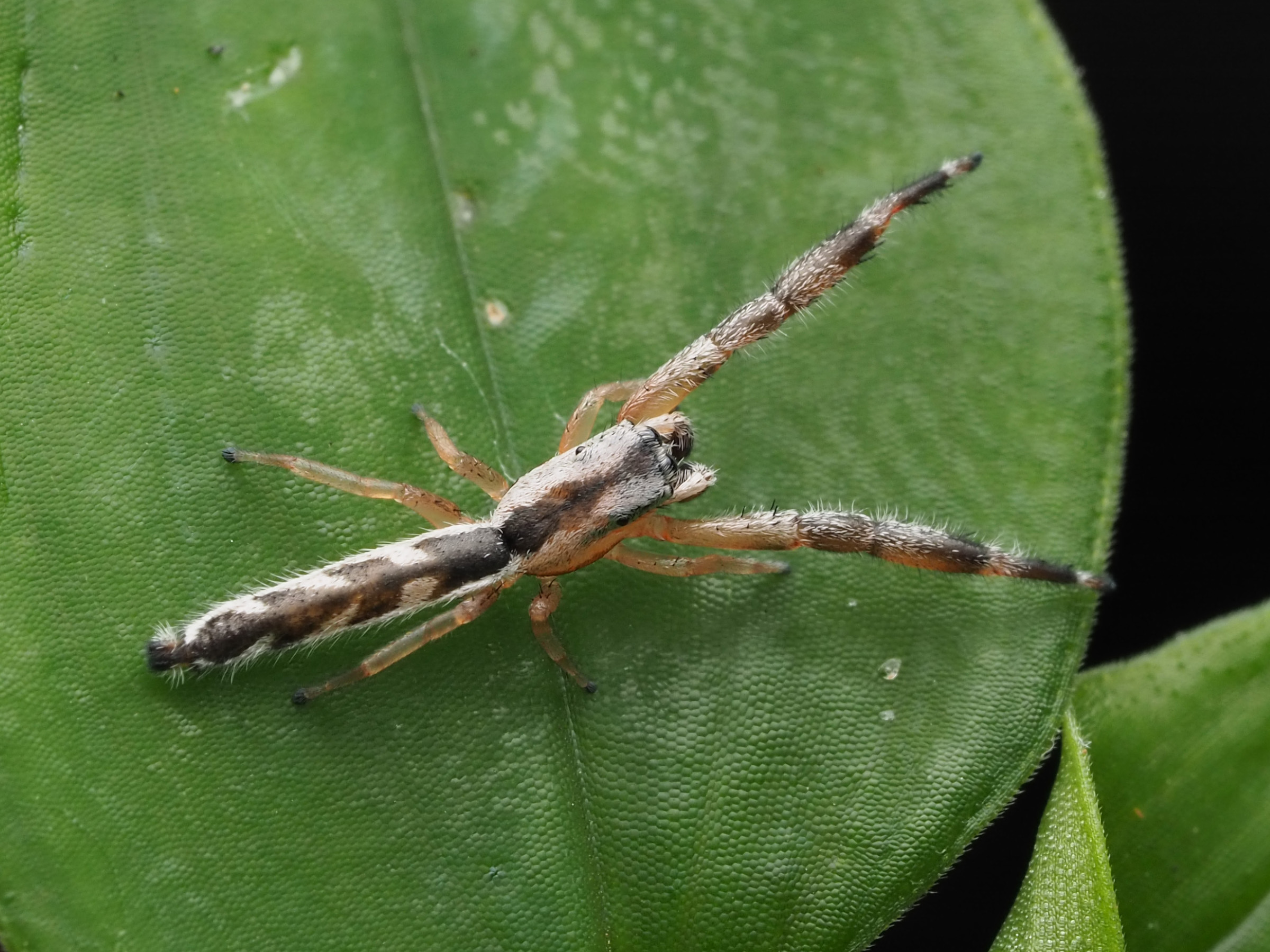
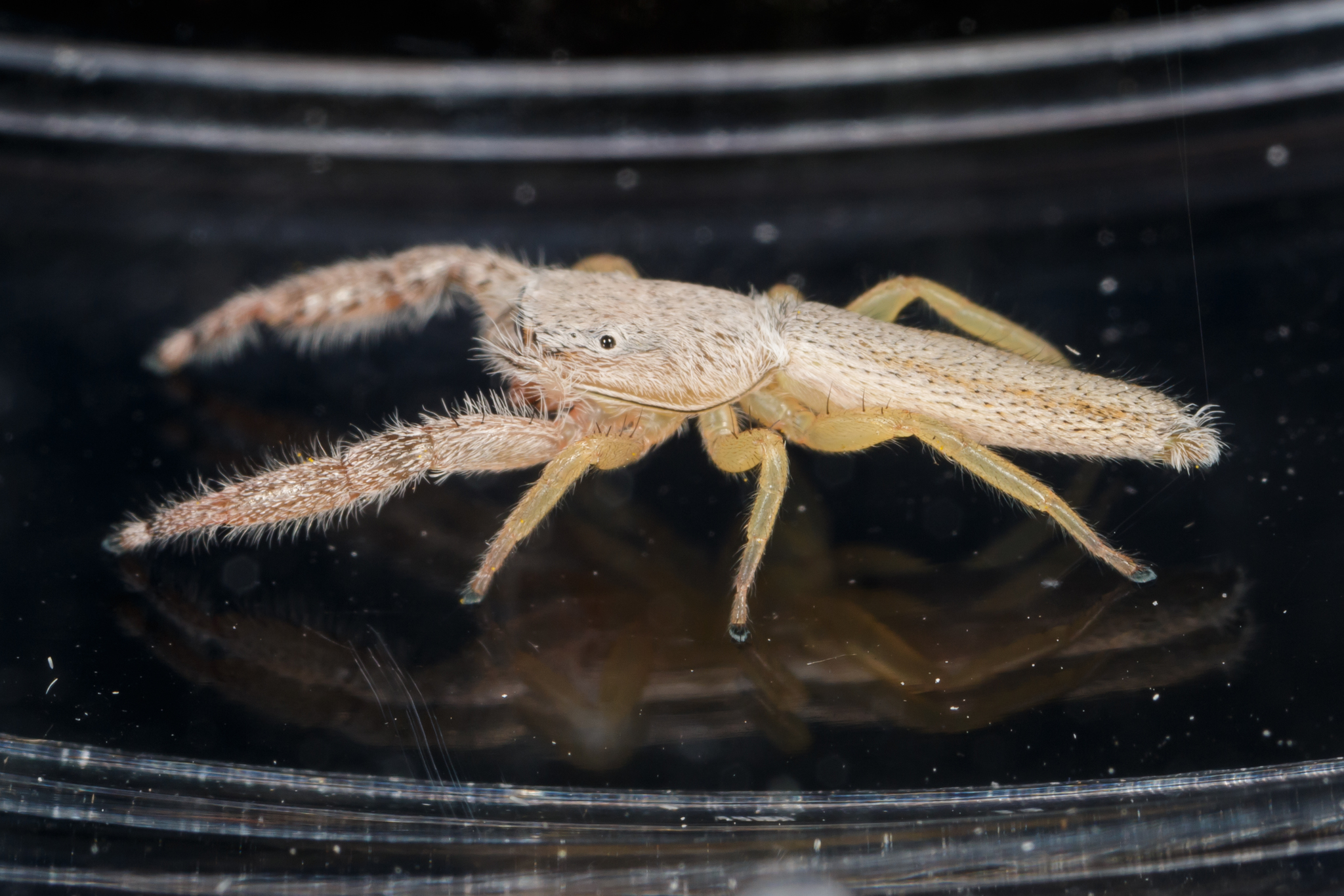
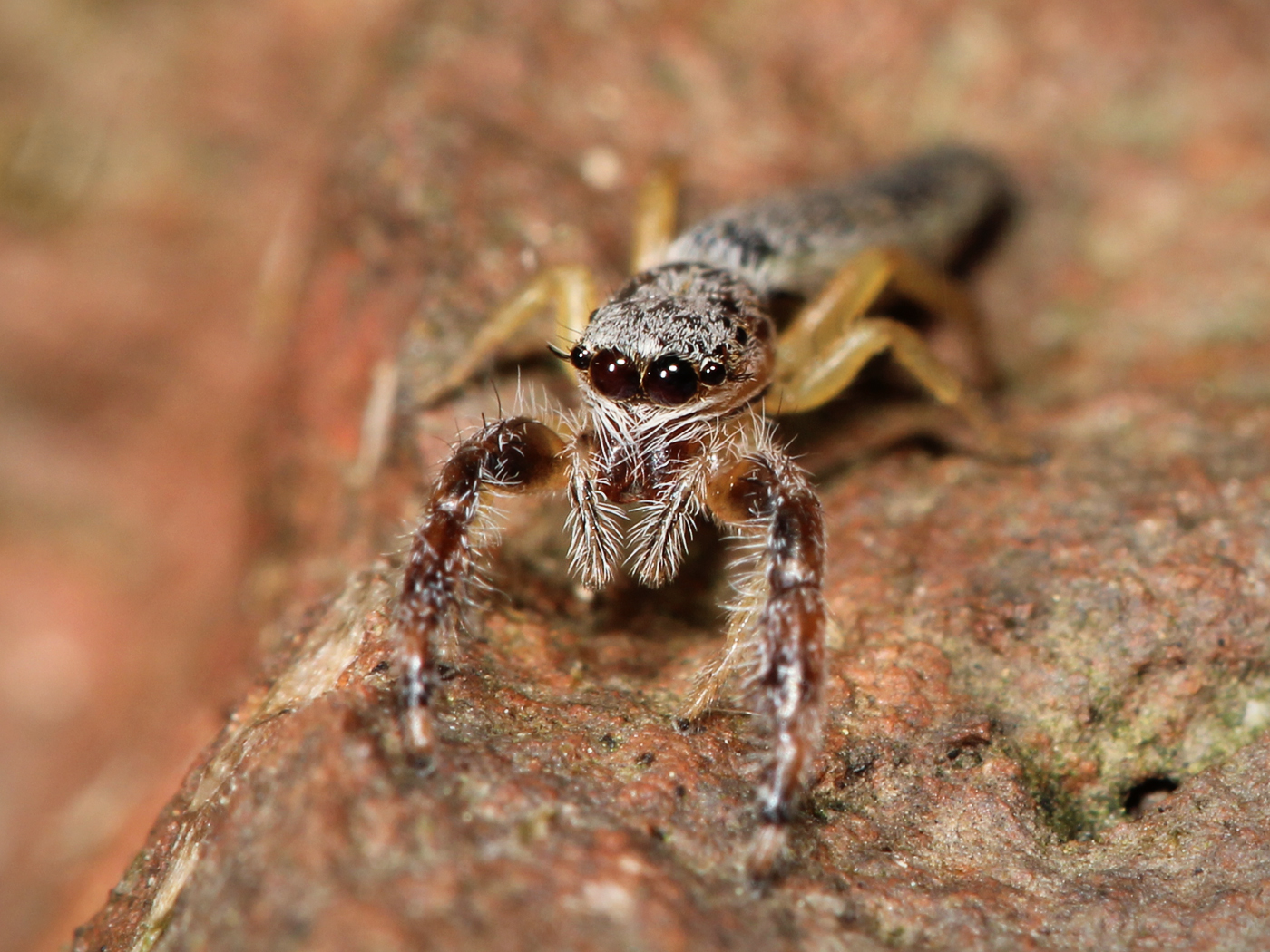